# Акбаш
Акбаш (на турски: Akbaş, в буквален превод „белоглав“ или „бял водач“ ) е порода кучета от региона Акбаш, северна Турция, използвана основно за пазещо оборите куче.

## Външен вид
Акбашът е голямо куче, тежащо в порядъка от 20 до 50 кг, средно около 30 кг за женските екземпляри и около 35 кг за мъжките, въпреки това той е малко по-малък от другите турски породи и има разпознаваема бяла козина, дълги долни крайници, ниско поставена опашка с извит като кука край и подвис, розова кожа с малки черни петна. Притежава едновременно характеристиките на договете и хрътките. Най-често се класифицира като овчарско куче, но не става за провождане и пасене на добитък. Вместо това повече обича да седи със стадото в кошарите и да бъде пазач.
Предполага се че акбашът и кангалът са древни породи, които в по късен етап са комбинирани и резултатът от това е анатолийската овчарка.

## Характер
Акбашът не е срамежлив. Когато се използва като пазач, той не е много учтив с хора, макар че по природа не е злобен. Акбашът може да се използва и като компаньон и ако се обучи добре, той се държи добре с всякакви животни и хора. Той е създаден да бъде свободолюбив и затова може да мисли, че знае повече от стопанина си по време на обучението. Акбашът е сравнително неенергична порода. Тъй като в тяхната природа е да лежат със стадата, които охраняват, през почти целия ден, те нямат голям запас от енергия. Това не му пречи да се приспособява добре към малки пространства. И въпреки това акбашът си остава добра работна порода и е много щастлив, когато му се даде задача. Акбашите са прочите със своите интелигентност, смелост, свободолюбивост и вярност.

## Здраве
Акбашите понякога страдат от дисплазия на тазобедрената става и остеохондротен дисеканс, но случаите за породата като цяло са много по-малко, отколкото при другите големи породи от същия тип. Акбашът живее средно 8 – 14 години, като някои екземпляри доживяват много повече. Тези кучета са способни да се привържат силно към стопанина си и да покажат много емоции и чувства, за разлика от много други породи.

## История
Акбашът е турският еквивалент на другите бели кучета-пазачи на обори, живеещи по цялото северно крайбрежие на Средиземно море. За разлика от тях, той има уникална комбинация от качествата на молосоидите и хрътките. Акбашът е селектиран преди поне 3000 додини, а белият му цвят го отличава от хищниците.
Археологически доказателства показват, че най-ранните човешки цивилизации, появили се преди около 10 000 години в днешните Иран, Ирак, Сирия и Турция започват да одомашават животни и да култивират растения. За да опазват добитъка, те се нуждаели от големи и силни кучета, които да го защитават от хищници. Белите овчарски кучета били лесно разпознаваеми поради разликата си от хищниците. Такива били пиренейското планинско куче, създадено в региона на Пиренеите, на границата между Франция и Испания и маремската овчарка от планините Марема в Италия. Една хипотеза твърди, че всички тези кучета водят началото си от бяла овчарска порода, съществувала в Мала Азия. Тази порода най-вероятно е акбашът.

### Клубове, асоциации и общества
- Akbash Dogs International Архив на оригинала от 2008-01-09 в Wayback Machine.
- Akbash Rescue
- Akbas Dog Club of Turkey -AKAD (in Turkish) Архив на оригинала от 2010-05-30 в Wayback Machine.

### Директории и информационни страници
- Dogs In Depth Page
- Training, behaviour and breed standards of Akbash dogs
- Livestock Guardian Dog Association

### Информация на български
- Акбаш – история на породата
- Акбашът като семеен страж

|  | Тази страница частично или изцяло представлява превод на страницата Akbash dog в Уикипедия на английски. Оригиналният текст, както и този превод, са защитени от Лиценза „Криейтив Комънс – Признание – Споделяне на споделеното“, а за съдържание, създадено преди юни 2009 година – от Лиценза за свободна документация на ГНУ. Прегледайте историята на редакциите на оригиналната страница, както и на преводната страница, за да видите списъка на съавторите. ВАЖНО: Този шаблон се отнася единствено до авторските права върху съдържанието на статията. Добавянето му не отменя изискването да се посочват конкретни източници на твърденията, които да бъдат благонадеждни. |